# Distretto di Savelugu-Nanton
Il distretto di Savelugu-Nanton (ufficialmente Savelugu/Nanton District, in inglese) era un distretto della regione Settentrionale del Ghana.
Soppresso nel 2012, il territorio è stato suddiviso nei distretti di Savelugu (capoluogo: Savelugu) e Nanton (capoluogo: Nanton).